# Torrelobatón
Torrelobatón község Spanyolországban, Valladolid tartományban. Torrelobatón Villasexmir, Barruelo del Valle, Torrecilla de la Torre, San Pelayo, Peñaflor de Hornija, Wamba, Valladolid, Castrodeza, Ciguñuela, Valladolid, Robladillo, Villán de Tordesillas, Velliza, Berceruelo, Bercero és Castromonte községekkel határos. Lakosainak száma 386 fő (2024).

## Népesség
A település népessége az utóbbi években az alábbiak szerint változott:
| Lakosok száma | 579  | 577  | 529  | 506  | 497  | 477  | 433  | 408  | 391  | 386  |
|               | 2001 | 2004 | 2007 | 2009 | 2012 | 2014 | 2017 | 2019 | 2022 | 2024 |